# Ророноа Зоро
Ророноа Зоро (яп. ロロノア・ゾロ ророноа дзоро) — персонаж аниме и манги «One Piece. Большой куш», созданной Эйитиро Одой. По сюжету Зоро является первым, кто присоединяется к пиратской команде Манки Д. Луффи, главного героя сериала, после того, как он спасается от казни на базе Морского дозора. Он является мастером меча и практикует свой стиль трёх мечей, сражаясь тремя мечами одновременно. Цель Зоро — стать лучшим в мире фехтовальщиком.

## Сюжет

### Описание персонажа
Ророноа Зоро — молодой мускулистый мужчина среднего роста с короткими зелёными волосами. На животе он постоянно носит зелёный пояс харамаки, а к харамаки с правой стороны подвешено три меча, с которыми Зоро никогда не расстаётся. В левом ухе у Зоро три серьги с подвесками, а на левой руке у него привязана тёмно-зелёная бандана, которую Зоро надевает на голову только в битвах против серьёзных противников. Тело Зоро полностью покрыто шрамами от боевых ранений, самый примечательный шрам — шрам от левого плеча до правого бедра, который Зоро получил в дуэли с Михоком во время сюжетной арки ресторана Барати. Другие шрамы — на лодыжках, полученные в арке Литл-Гарден, когда Зоро, будучи закованным в воск, хотел освободиться, отрубив себе ноги. Во второй части сериала на левом глазу у Зоро появился вертикальный шрам, а сам глаз Зоро постоянно держит закрытым. Как Зоро получил этот шрам и потерял ли он левый глаз на самом деле, в сериале не указано.
По характеру Зоро достаточно серьёзен и упорен. Его пугающая внешность и суровое выражение лица часто приводят в ужас рядовых противников. Зоро достаточно часто скрывает свои эмоции, но на самом деле он очень добр. Зоро, хотя и не являясь самураем, строго следует некоторым аспектам кодекса Бусидо, к примеру, он никогда не станет атаковать врага в спину. В бою Зоро достаточно сосредоточен и серьёзен, но способен легко заблудиться где угодно. Во время плавания обычно либо тренируется, либо спит. Часто Зоро ругается с Санджи, но на самом деле Зоро и Санджи высоко ценят друг друга. Зоро очень горд, но способен пожертвовать своей гордостью ради друзей. Иногда не соглашается с мнением своего капитана Луффи, но, тем не менее, всегда и во всём ему помогает. Из еды любит онигири и алкоголь. Его заветная мечта — победить Дракуля «Ястребиные глаза» Михока, по праву считающегося лучшим в мире фехтовальщиком, и самому стать таковым.

### Сила и способности
Зоро — один из трёх сильнейших членов команды Соломенной шляпы вместе с Луффи и Санджи. Он обладает невероятной силой и скоростью, а также силой духа, позволяющей ему стоять на ногах, даже если он смертельно изранен. Зоро практикует Стиль трёх мечей, который он сам разработал. Используя этот стиль, Зоро сражается тремя мечами одновременно: два меча он держит в руках, а третий — зубами. При желании или необходимости также хорошо сражается двумя или одним мечом, но не особо любит это делать. В бою использует техники как ближнего, так и дальнего боя. После двухлетнего обучения у Михока во второй части сериала начинает использовать дух воителя: создавать невидимую броню вокруг своего тела, а также многократно усиливать свои удары, а также Дух Созерцателя, благодаря которой Зоро способен предвидеть действия врагов и чувствовать их присутствие. Во время Рейда на Онигашиму, Зоро пробуждает дух покорителя, силу, которая спала в нём долгое время.

### История
В детстве Зоро обучался мастерству фехтования в додзё города Симоцуки. Ещё тогда он был настолько опытен, что побеждал взрослых фехтовальщиков, но он так и не смог победить Куину, дочь Косиро, хозяина додзё. Однажды Куина погибает в результате несчастного случая, упав с лестницы в додзё. Зоро, переполняемый чувствами из-за смерти своей подруги и соперницы, начал ещё упорнее тренироваться и разработал Стиль трёх мечей. Меч Куины, Вадо Итимондзи, достался Зоро. Через несколько лет Зоро отправился в путешествие по свету, чтобы найти Михока Ястребиные глаза, победить его и стать лучшим в мире фехтовальщиком. Ему нужно было заработать на хлеб, поэтому он стал подрабатывать охотником за головами и заработал себе репутацию жестокого воина. В это время он также подружился с другими охотниками на пиратов, Джонни и Ёсаку. Из-за его репутации безжалостного охотника за головами к нему прибыл агент «Барок Воркс», мистер Севен, и предложил ему вступить в организацию, но Зоро согласился лишь при условии, что он сам её возглавит. Мистер Севен не согласился с этим, напал на Зоро и был им убит.
Однажды Зоро попал в город Шеллз-Таун, где бесчинствует каперанг Морского дозора Морган и его подлый и трусливый сын Хельмеппо. Зоро защитил местных жителей от Хельмеппо, за что его привязали на месяц к позорному столбу. Через три недели после того, как Зоро был взят в плен, Манки Д. Луффи, узнавший о том, что Зоро, защитившего простых людей, не собираются отпускать, а собираются казнить, приходит в ярость и нападает на Хельмеппо, а затем вместе с Коби освобождает Зоро. Зоро, узнав, что Хельмеппо его обманул, после неоднократного предложения Луффи вступает к нему в команду и помогает ему одолеть Моргана и Хельмеппо. Таким образом, Зоро становится первым соратником Луффи в команде Пиратов Соломенной шляпы. В Оранжевом 
гом городе Зоро помогает Луффи одолеть команду Клоуна Багги, победив Кабадзи, несмотря на подлые трюки, которые он использовал. В деревне Сироп Зоро вместе с Луффи, Нами и Усоппом встаёт на защиту острова от Пиратов Чёрной кошки. Он одолевает сильнейших членов этой команды, братьев Мяубан. Когда Усопп хочет попрощаться с Луффи и его командой и отправиться в плавание самостоятельно, Зоро предлагает ему вступить к ним в команду. У ресторана Барати команда Луффи встречает Джонни и Ёсаку, бывших товарищей Зоро, охотников за головами. Когда на ресторан нападает Дон Криг, появляется Михок Ястребиные Глаза, который его преследовал. Зоро решает вызвать его на дуэль, но проигрывает. Михок, восхищённый силой духа и решимостью Зоро, решает не убивать его, а дать ему время, чтобы он смог стать сильнее и сразиться с ним на равных. Зоро, чувствуя себя опозоренным, клянётся Луффи никогда больше не проиграть в бою. Когда Нами угоняет корабль, Усопп, Зоро и Джонни отправляются вслед за ней. Поиски приводят их в деревню Кокояси, где Зоро ловят и ведут к Арлонгу. Там он узнаёт, что Нами верна ему. Чтобы проверить лояльность Нами, связанный Зоро кидается в воду. Та его спасает, а затем, чтобы обмануть Арлонга, бьёт его. Потом, когда Зоро бросают в тюрьму, Нами даёт ему ключ, чтобы он смог сбежать, но Зоро перебивает всех рыболюдей в Арлонг-парке, а затем, через некоторое время, объединяется с Луффи, Санджи и Усоппом и побеждает Арлонга и его шайку. Вскоре Пираты Соломенной шляпы отправляются на Гранд-Лайн, так как за Луффи назначена награда, и в Ист-Блу оставаться уже небезопасно.
В Логтауне, портовом городе перед самым Гранд-Лайн, Зоро идёт покупать два меча взамен сломанных в битве с Михоком и встречает девушку-фехтовальщицу по имени Тасиги. Так получается, что хозяин лавки оружия, куда пришёл Зоро, отдаёт два легендарных меча, проклятый меч Сандай Китэцу и другой меч, Юбасири, совершенно бесплатно. Когда Клоун Багги хочет казнить Луффи, Зоро с Санджи бегут к нему на помощь, но опаздывают, так как Багги уже занёс меч. К счастью, начинается гроза, и в Багги бьёт молния, поэтому Луффи удаётся спастись. Как оказывается, Тасиги на службе в Морском дозоре, и она вызывает Зоро на бой, в котором проигрывает. Когда Пиратам Соломенной шляпы удаётся сбежать из Логтауна, Тасиги отправляется преследовать Зоро вместе с капитаном дозорных Смокером, который решает поймать Луффи и его команду.
Вместе со своими соратниками Зоро пересекает гору Реверс-Маунтин, а затем попадает на Гранд-Лайн. Сперва друзья попадают на остров Виски-Пик, где пиратов встречают, как героев. Тем не менее, жители оказываются охотниками за головами, которые заманивают пиратов в ловушку и пытаются их убить. Зоро раньше всех это осознаёт и сражается с сотней охотников за головами, но потом, когда он их побеждает, прибывают мисс Валентайн и мистер Файв, которые говорят, что в их организации «Барок Воркс», к которой принадлежат эти охотники на пиратов, есть предатель. Им оказывается принцесса королевства Алабасты Нефертари Виви, проникнувшая в ряды «Барок Воркс» под именем мисс Уэнсдей. Игарам, её соратник и капитан королевской стражи Алабасты, просит Зоро защитить принцессу. Зоро отказывается, но Нами, очутившаяся тут, соглашается за большую сумму денег. Виви выяснила, что за гражданской войной в её стране стоит тайная организация «Барок Воркс», возглавляемая одним из семи Великих корсаров — Крокодайлом, и герои решают ей помочь. По пятам за героями следуют агенты «Барок Воркс», а герои направляются в Алабасту. Когда на острове Литл-Гарден мистер Три заковывает Зоро, Нами и Виви в воск, то Зоро, считая ситуацию безвыходной, чтобы выбраться из воска, чуть не отрубает себе ноги. Тем не менее, Луффи и Усоппу удаётся их спасти. На Барабанном острове Зоро, заблудившись, спасает Долтона от смерти, а затем вместе с ним, Виви и Усоппом поднимается на Барабанную скалу, чтобы помочь Луффи победить Вапола, бывшего короля Барабанного острова, но Луффи его уже одолел. По пути в Алабасту они встречают мистера Ту Бон Клея, агента «Барок Воркс», который сперва не осознаёт, что встретился с врагами организации. Когда Виви вспоминает, что мистер Ту из «Барок Воркс», и он способен превращаться в тех, кого видел, Зоро предлагает сделать всем членам команды и Виви отметки в виде креста на руках, а затем обмотать их белой лентой, чтобы полностью быть уверенными, что мистер Ту не превратился в одного из них. В Алабасте Зоро одолевает мистера Вана, одного из сильнейших членов «Барок Воркс», и тем самым помогает команде одолеть преступную организацию. После приключений в Алабасте за Зоро, как за члена команды, одолевшей Крокодайла, назначают награду в 60,000,000 белли.
Команда Соломенной шляпы отправляется на небесный остров Скайпия, где правит «бог» Энель. Победив шандорийского воина Брэхема, прислуживавшего Энелю, Зоро пытается напасть на него, но терпит поражение. Вскоре после приключений на острове Скайпия команда сталкивается с адмиралом дозорных Синим Фазаном Кудзаном, который рассказывает команде, что знания Робин о понеглифах не выгодны Мировому правительству: в надписях на понеглифах содержатся доказательства о том, что Мировое правительство пришло к власти сомнительным путём. Некогда существовало двадцать королевств, уничтоживших древнее королевство, и позже, во времена Пустого века, историю которого запрещено изучать, они объединились в Мировое правительство. Понеглифы — всё, что осталось от древнего королевства. Зоро, как и Луффи, отказывается выдавать её Мировому правительству и пытается сразиться с Синим Фазаном, но тот оказывается слишком силён, и Пиратам Соломенной шляпы приходится спасаться бегством. Команда доплывает до судостроительной верфи Уотер-Севен, где они вступают в конфликт с бандой киборга Фрэнки. Однако неожиданно тайная полиция Мирового правительства СП-9, самым сильным из членов которой является агент Роб Луччи, захватывает Робин в плен и везёт её в цитадель на острове Эниес-Лобби. Пираты Соломенной шляпы, желая спасти Робин, объявляют войну Мировому правительству. В результате долгих битв с СП-9 друзья спасают Робин, а впоследствии к ним присоединяется Фрэнки в качестве корабельного плотника. Каждый член команды сражается с членом СП-9, Зоро сражается с Каку, фехтовальщиком, съевшим плод Бык-Бык, модель «Жираф». Во время битвы Спандам, лидер СП-9, использует Вызов Пяти, тем самым вызывая армию дозорных, уничтожающих всё на своём пути. Дозорный по имени Шу уничтожает меч Зоро Юбасири с помощью своего плода, который позволяет превращать железо в ржавчину. В процессе полностью уничтожен корабль «Гоинг-Мерри», однако Фрэнки строит корабль «Таузенд-Санни», намного превосходящий «Гоинг-Мерри», который и становится кораблём Пиратов Соломенной шляпы.
Герои попадают на гигантский корабль «Триллер-Барк», где капитаном является Гекко Мория, один из семи Великих корсаров, способный с помощью сил своего Дьявольского плода оживлять зомби посредством похищенных теней живых существ. Команда Соломенной шляпы побеждает Морию и возвращают тень скелету по имени Брук, который отныне становится музыкантом в их команде. Измотанных и израненных Пиратов Соломенной шляпы застаёт Варфоломей Гризли, один из Семи Великих корсаров. Он собирается прикончить Луффи, но Зоро предлагает ему свою жизнь вместо его. У зомби-самурая по имени Рюма Зоро забирает легендарный меч Сюсуй, как трофей, и пользуется им взамен Юбасири. Кума переносит всю боль, раны и страдания, что пережил Луффи во время боя, в тело уже серьёзно израненного Зоро, но Зоро удаётся выжить благодаря своей невероятной силе воли, и Кума уходит. Пираты почти добираются до Ред-Лайн, соответственно, пройдя первую половину Гранд-Лайн. В Новый свет из первой половины Гранд-Лайн можно попасть, только проплыв под континентом Ред-Лайн, чтобы это сделать, корабль требуется покрыть пузырём из специальной смолы, который можно добыть на архипелаге Сабанди. Друзья снова сталкиваются с Варфоломеем Гризли, который побеждает всю команду и телепортирует каждого её члена в различное место. Зоро оказывается в замке у Дракуля Михока. Узнав, что пережил Луффи в Штабе Морского дозора, и получив от него сигнал, что нужно потренироваться два года, прежде чем идти в Новый свет, Зоро просит Михока стать его учителем. Два года Михок учит Зоро мастерству фехтования, а также двум видам Дуэп, Воителч и Созерцания.
Через два года команда Соломенной шляпы воссоединяется на архипелаге Сабаоди и встречаются на «Таузенд-Санни», который охранял Варфоломей Гризли, который, как выясняется, тайно помогал Луффи, и в обмен на возможность помощи Луффи его роботизировал и лишил собственной воли доктор Вегапанк. Герои покрывают корабль пузырём и отправляются под Ред-Лайн, через остров Рыболюдей. На острове Рыболюдей пытается устроить государственный переворот рыбочеловек по имени Ходи Джонс, фанатично преданный идеям Арлонга о том, что люди — низшие создания по сравнению с рыболюдьми. Зоро одолевает множество приспешников Ходи Джонса, попутно демонстрируя всё то, чему он научился за 2 года. Прибыв в Новый свет, друзья оказываются на острове Панк-Хазард, одна половина которого заморожена, а другая — пылает огнём. Здесь некогда сразились за пост главнокомандующего дозорных адмиралы Синий Фазан Кудзан и Алый пёс Сакадзуки, обладающие благодаря Дьявольским плодам способностями льда и лавы соответственно, в результате чего Синий Фазан покинул Дозор, а Акаину заменил Сэнгоку и стал его лидером. На острове герои встречают Трафальгара Лоу, ставшего одним из Великих корсаров, который заключает союз с командой Луффи против Кайдо, одного из Императоров морей. Объединившись, они побеждают Цезаря Клоуна, который разрабатывал оружие массового уничтожения, а затем отправляются в королевство Дрессроза, которым правит Великий корсар Донкихот Дофламинго, чтобы уничтожить фабрику искусственных Дьявольских плодов "Смайлы" и таким образом подвинуть Кайдо к поражению.

### Другие появления
Зоро присутствует во всех ответвлениях аниме-сериала и манги: в полнометражных фильмах, в OVA и в играх. Существует эпизод-кроссовер One Piece, где присутствуют также персонажи Toriko. Через год вышла серия-кроссовер с персонажами One Piece, Toriko и «Жемчуг дракона Z», соответственно, в обеих этих сериях присутствует Зоро. Эйитиро Ода и Акира Торияма вместе создали мангу-кроссовер Cross Epoch, вышедшую в 2006 году, где присутствуют персонажи и One Piece, и «Жемчуга Дракона Z». Зоро появлялся также в играх-кроссоверах: Battle Stadium D.O.N (GameCube и PlayStation 2), Jump Super Stars (Nintendo DS) и Jump Ultimate Stars (Nintendo DS).

## История создания персонажа
Общая концепция героя была взята с аналогичного персонажа-фехтовальщика с похожим именем — Зорро. Изначально Зоро планировался, как один из телохранителей Клоуна Багги, то есть в качестве одного из злодеев. Эйитиро Ода, создатель манги, рассказал, что у него были мысли сделать шайку Клоуна Багги семьёй, где Зоро был бы старшим братом. Фамилия Зоро, Ророноа, была взята у французского флибустьера Франсуа Л’олоне и транскрибирована на японский манер. В японском оригинале Зоро озвучивает Кадзуя Накаи. В русском дубляже Зоро озвучивает Александр Койгеров.

## Отзывы и восприятие
Согласно опросам журнала Weekly Shonen Jump, Зоро занял второе место в списке самых популярных персонажей. Кроме того, согласно опросам Oricon, Зоро занял 4-е место среди персонажей, которых бы больше всего хотели видеть в спин-оффе. Представитель нью-медиа Internet Brands похвалил персонажа за его «забавный стиль» боя и назвал лучшим примером для комедийного сериала. Холли Эллингвуд из Activeanime отметила, что сцена сражения между Луффи и Зоро является лучшим моментом 10-го DVD, выпущенного компанией Viz Media. Кристофер Сабат, американский актёр, озвучивавший персонажа Зоро, был номинирован на приз за лучшую озвучку в 2008 году. Представитель сайта Карл Кимлингер отметил, что Зоро получился выдающимся персонажем и что английская озвучка Сабата идеально подходит к нему. Кимлингер отметил также, что флешбэки в аниме с участием Зоро тронули его до слёз.